# Mullumbimby
Mullumbimby är en ort i Australien. Den ligger i kommunen Byron Shire och delstaten New South Wales, i den sydöstra delen av landet, omkring 630 kilometer norr om delstatshuvudstaden Sydney. Antalet invånare är 338.
Närmaste större samhälle är Byron Bay, omkring 15 kilometer sydost om Mullumbimby. 
Omgivningarna runt Mullumbimby är en mosaik av jordbruksmark och naturlig växtlighet. Runt Mullumbimby är det ganska tätbefolkat, med 54 invånare per kvadratkilometer. Genomsnittlig årsnederbörd är 1 858 millimeter. Den regnigaste månaden är januari, med i genomsnitt 298 mm nederbörd, och den torraste är oktober, med 40 mm nederbörd.